# Odontura brevis
Odontura brevis är en insektsart som beskrevs av Werner 1932. Odontura brevis ingår i släktet Odontura och familjen vårtbitare. Inga underarter finns listade i Catalogue of Life.